# Cour d'appel d'Aix-en-Provence
La cour d'appel d'Aix-en-Provence connaît des affaires jugées par les tribunaux de son ressort qui s'étend sur les départements des Alpes-de-Haute-Provence, des Alpes-Maritimes, des Bouches-du-Rhône et du Var (France).
La cour d’Aix-en-Provence est aujourd’hui[Quand ?], par le nombre d’affaires enrôlées, la seconde plus importante juridiction d'appel française après celle de Paris[réf. nécessaire].

## Tribunaux du ressort
| -                       | 8 tribunaux judiciaires                  | 10 tribunaux de proximité                    | 11 conseils de prud'hommes                        | 12 tribunaux de commerce                                     |
| ----------------------- | ---------------------------------------- | -------------------------------------------- | ------------------------------------------------- | ------------------------------------------------------------ |
| Alpes-de-Haute-Provence | - Digne-les-Bains                        | - Manosque                                   | - Digne-les-Bains                                 | - Manosque                                                   |
| Alpes-Maritimes         | - Grasse - Nice                          | - Antibes - Cagnes-sur-mer - Cannes - Menton | - Cannes - Grasse - Nice                          | - Antibes - Cannes - Grasse - Nice                           |
| Bouches-du-Rhône        | - Aix-en-Provence - Marseille - Tarascon | - Aubagne - Martigues - Salon-de-Provence    | - Aix-en-Provence - Arles - Marseille - Martigues | - Aix-en-Provence - Marseille - Salon-de-Provence - Tarascon |
| Var                     | - Draguignan - Toulon                    | - Brignoles - Fréjus                         | - Draguignan - Fréjus - Toulon                    | - Draguignan - Fréjus - Toulon                               |

## Organisation

### Premiers présidents
- 1990-1992 : Henri Boulard
- depuis le 9 octobre 2020 : Renaud Le Breton de Vannoise, conseiller à la Cour de cassation[1].

### Procureurs généraux
- Marie-Suzanne Le Queau, avocate générale à la Cour de cassation[1], jusqu'au 31 juillet 2023, date de sa nomination comme procureure générale près la cour d'appel de Paris[2].